# Остфалия
Остфалия (на немски: Ostfalen) е историческа област в Германия, източната част на древното племенно Саксонско херцогство. Разположена е между реките Лайне, Елба, Зале и Унструт. В наши дни Остфалия е в Долна Саксония и Саксония-Анхалт.

## История
Саксонските войни на Карл Велики завършват през 785 г. с поражение на саксите и кръщаването на херцог Видукинд. Започва християнизацията на саксите. През 815 г. се създават епископствата Хилдесхайм и Халберщат, граница става река Окер. Саксите са интегрирани във Франкската империя и в господствата Вестфалия, Енгерн и Остфалия.
През 1180 г. Хайнрих Лъв получава имперска присъда и Остфалия е разделена на малки господства, като Херцогство Брауншвайг-Люнебург, което получава Ото Детето през 1235 г.